# دوري المؤسسات - بغداد 1952–53
دوري الاتحاد العراقي الدرجة الأولى لمنطقة بغداد 1952–53 هو الموسم الخامس من دوري المؤسسات في بغداد. توج الحرس الملكي بلقب الدوري للمرة الرابعة على التوالي.